# Odezenne

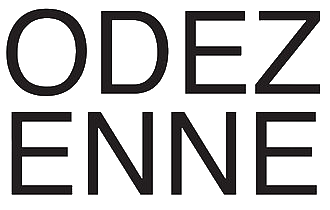
Logo

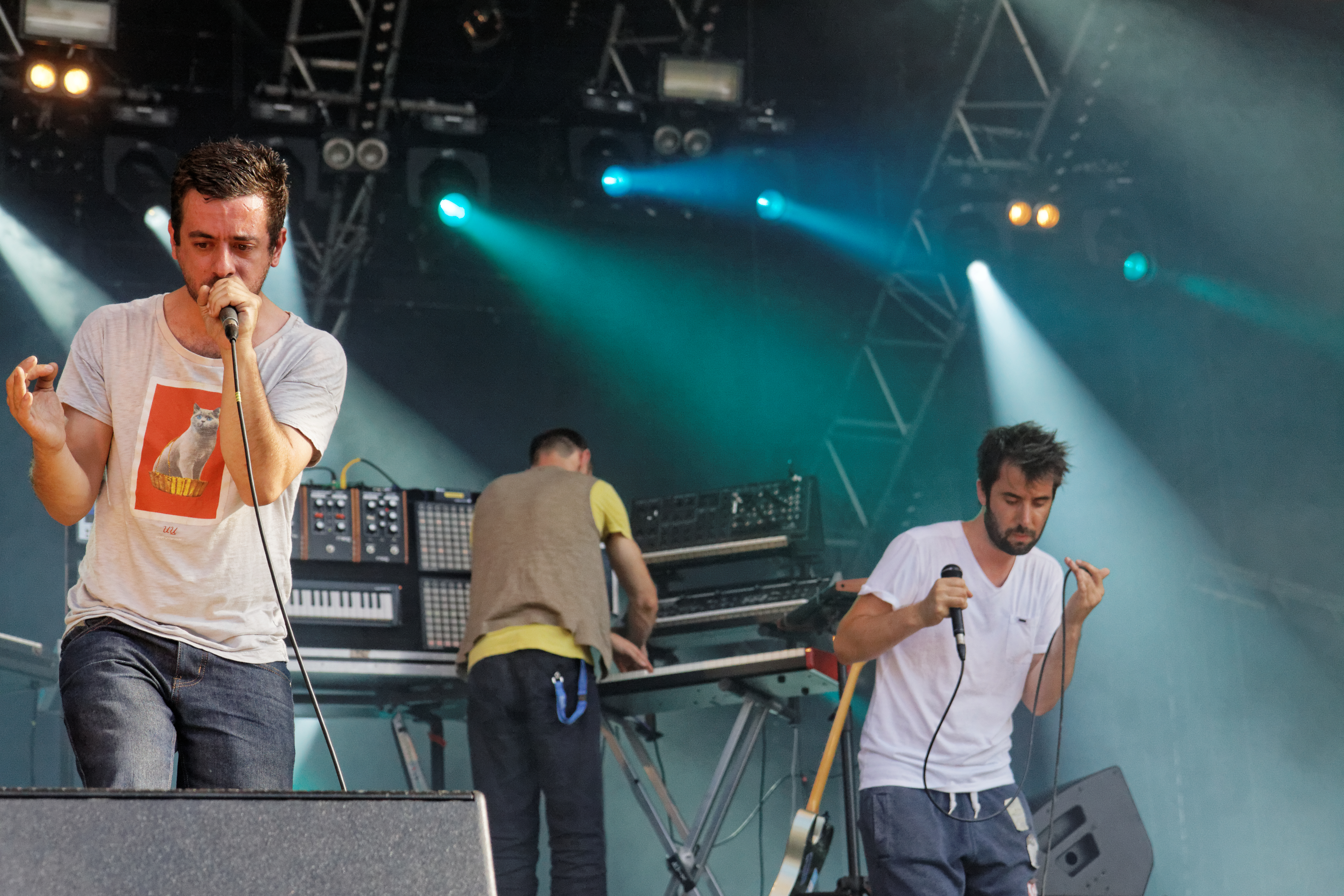
Festival des Vieilles Charrues (2014)

Odezenne (ehemals "O2zen" genannt) ist eine französische Band aus Bordeaux. Auch wenn ihre Musik größtenteils vom Rap geprägt ist, weist sie einen starken eklektischen Charakter auf, der sich von Samples bedient und Elemente aus Elektro und Alternative Rock, aber auch aus Jazz und Chanson aufweist.
Die Band lehnt es aus diesem Grunde ab einem speziellen Musikgenre zugeordnet zu werden. Sie möchte nicht in eine Schublade gesteckt werden.
Vom Liedtexter Alix (alias Al) und dem Songschreiber Mattia (alias Merlin) – zwei Kindheitsfreunden – gegründet, bekam die Band wenig später Zuwachs von Jacques (alias Jacob) und DJ Lodjeez.
Im November 2008 wurde ihr erstes Album Sans Chantilly veröffentlicht, das sowohl vom Publikum als auch von der Fachpresse mit großem Lob empfangen wurde. Seitdem sind im März 2011 das Album O.V.N.I (ein Jahr später unter der Auflage Louis XVI mit 5 zusätzlichen Tracks neueditiert), im Mai 2014 die EP Rien (als Vorgeschmack auf das für Januar 2015 angekündigte neue Album) und im November 2015 das dritte Album Dolziger Str. 2 erschienen.

## Biografie
Alix, ursprünglich aus Île-de-France stammend, und Mattia, ursprünglich aus Mailand stammend, lernten sich zum ersten Mal in der siebten Klasse während ihrer gemeinsamen Schulzeit kennen und formten bereits zu diesem Zeitpunkt eine Band. Sie nannten sich O2zen (was im Französischen eine phonetische Ähnlichkeit zu Odezenne hat), angelehnt an den Namen ihres damaligen Schulleiters: "Odezenne, das war der Name unseres alten Schulleiters, wir haben ihn in einem Freestyle benutzt, das hat uns zum Lachen gebracht, also haben wir ihn behalten.", erklärt Alix. Von der Musik von Jimi Hendrix beeinflusst, bleibt das Duo nicht lange bestehen und so trennen sich ihre Wege, als jeder für sich seinem Studium nachgeht. 
Einige Jahre später kreuzen sich ihre Wege im Jahre 2004 erneut. Alix hat sich in der Zwischenzeit dem Rap gewidmet und zieht ein anspruchsvoller Musikprojekt in Erwägung. Mit der Verstärkung von Jacques, der aus Choisy-le-Roi stammt und damals die Schule abbrach um auf dem Großmarkt Rungis, in der Nähe von Paris, zu arbeiten, und DJ Lodjeez gruppiert sich die Band neu und nennt sich ab sofort Odezenne. 
Sie fangen mit dem Songwriting an. 2007 findet schließlich ihr erstes Konzert in einer Underground-Bar namens Inca in Bordeaux statt. Die Bar ist bekannt dafür, dass locale Bands dort ihre ersten Auftritte haben. Das Konzert ist gut besucht, weshalb es zu drei weiteren Konzerten in derselben Bar kommt. Sie beschließen daraufhin ein Album aufzunehmen, weitere Konzerte zu planen und eine eigene Plattenfirma unter den Namen Universell zu gründen, um unabhängig zu bleiben. Im November 2008 veröffentlichen sie ihr erstes Album Sans Chantilly, das sowohl vom Publikum als auch von der Fachpresse mit großem Lob empfangen wurde.
Zum Anlass ihres 100. Konzerts in den Vivres de l'art in Bordeaux, bringt die Band im Oktober 2013 eine Live-EP heraus und kündigt ihre Abreise nach Berlin an.
Am 21. April 2014 bringt die Band den Titel “Rien” aus ihrer gleichnamigen EP heraus, die während ihrer Fahrt nach Berlin aufgenommen wurde und am 26. Mai 2014 erscheint. Das Musikvideo zu "Je veux te baiser" von Regisseur Romain Winkler bekommt aufgrund der Lyrics vor allem auf den Sozialen Netzwerken enorm viel Aufmerksamkeit. Während eines Interviews mit dem Crumb Magazin im Mai 2014, verkündet Alix, dass DJ Lodjeez vor der Berlin-Reise Vater geworden ist, weshalb er auch nicht an der EP mitarbeiten könne und bei der Tour ausfiel. Daher ist er temporär bei der Band ausgetreten.
Am 10. März 2015 treten sie im Olympia in Paris auf, um ihre Bekanntheit auf die Probe zu stellen.

## Wissenswertes
Für viele trägt Odezenne zur “Wiedergeburt” des französischen Raps bei und für andere zur Entstehung einer neuen französischen Szene.  
Mit "Odezenne auf Abruf" wird eine komplett neue Form des Bookings geschaffen. Indem über Facebook offene Konzertveranstaltungen kreiert wurden, konnten einige größere Städte nicht anders als die Independent Band auftreten zu lassen. In Lille, Marseille, Toulouse, Montpellier und Lyon konnte die Idee erfolgreich umgesetzt werden.